# Alchemilla marginata
Alchemilla marginata är en rosväxtart som beskrevs av A. Plocek. Alchemilla marginata ingår i släktet daggkåpor, och familjen rosväxter. Inga underarter finns listade i Catalogue of Life.